# Minister for børn
Minister for børn (eller børneminister) er en ministertitel , der blev oprettet første gang af Helle Thorning-Schmidts første regering i 2011. 
Ministertitlen har skiftevis været tillagt undervisningsministeren og socialministeren. Nogle  af børnesagerne har været varetaget af andre ministerier, men med børneministeren i en koordinerende rolle. 

## Danske ministre for børn
- 3. oktober 2011 – 9. august 2013: Børne- og undervisningsminister Christine Antorini (Socialdemokraterne)
- 9. august 2013 – 3. februar 2014: Social-, børne- og integrationsminister Annette Vilhelmsen (SF - Socialistisk Folkeparti)
- 3. februar 2014 – 28. juni 2015: Minister for Børn, Ligestilling, Integration og Sociale forhold Manu Sareen (Radikale Venstre)
- 28. juni 2015 – 28. november 2016: Minister for børn, undervisning og ligestilling Ellen Trane Nørby (Venstre)
- 28. november 2016 – 27. juni 2019: Børne- og socialminister Mai Mercado (Konservative Folkeparti)
- 27. juni 2019 - nu: Børne- og Undervisningsminister Pernille Rosenkrantz-Theil (Socialdemokratiet)